# دهستان چناران
دهستان چناران یکی از دهستان های بخش مرکزی شهرستان چناران در استان خراسان رضوی ایران است.
این دهستان بر اساس مصوبه هیئت وزیران در تاریخ ۲۵ اسفند ۱۳۶۴ تأسیس شده‌است.

## جمعیت
براساس سرشماری مرکز آمار ایران در سال ۱۳۹۵، جمعیت دهستان چناران ۹۷۲۲ نفر بوده‌است.